# Harpactirella spinosa
Harpactirella spinosa är en spindelart som beskrevs av William Frederick Purcell 1908. Harpactirella spinosa ingår i släktet Harpactirella och familjen fågelspindlar. Inga underarter finns listade i Catalogue of Life.